# تاكورو كانيكو
تاكورو كانيكو (باليابانية: 金子 拓郎) (مواليد 30 يوليو 1997) هو لاعب كرة قدم ياباني.

## وصلات خارجية
- تاكورو كانيكو على موقع الاتحاد الأوربي (الإنجليزية)
- تاكورو كانيكو على موقع رابطة كرة القدم اليابانية للمحترفين (اليابانية)
- تاكورو كانيكو على موقع قاعدة بيانات كرة القدم.إي يو (الإنجليزية)
- تاكورو كانيكو على موقع Soccerway.com (الإنجليزية)
- تاكورو كانيكو على موقع عالم كرة القدم.نت (الإنجليزية)